# Sveti Klement
Sveti Klement (nazywana również Palmižana od nazwy najpopularniejszej przystani) – chorwacka wyspa znajdująca się ok. 3 km na południe od południowo-zachodniego krańca wyspy Hvar, oddzielona od niej kanałem Pakleni. Należy do archipelagu wysp Paklińskich. Jej powierzchnia wynosi 5,276 km²; linia brzegowa 29,891 km; długość ok. 5,8 km a szerokość do 2 km. Wyspa ma bardzo pofalowaną linię brzegową – jest tu kilkadziesiąt zatok i zatoczek. Najwyższy punkt na wyspie wznosi się 94 m n.p.m.
Nazwa wyspy pochodzi od kaplicy zbudowanej tutaj w XV wieku, poświęconej św. Klemensowi. Są tu również pozostałości kopców iliryjskich i ruiny rzymskich willi.